# ATR 72
Az ATR 72 kétmotoros turbóprop, rövid távú regionális utasszállító repülőgép, amelyet Franciaországban és Olaszországban fejlesztett ki és gyártott az ATR (franciául: Avions de transport regional vagy olaszul: Aerei da Trasporto Regionale) repülőgépgyártó, az Aérospatiale (ma Airbus) francia űrkutatási vállalat és az olasz Aeritalia (ma Leonardo S.p.A.) közös vállalata. A nevében szereplő „72” szám a repülőgép tipikus, 72 utas férőhelyes kapacitásából származik.

## Fordítás
- Ez a szócikk részben vagy egészben  az   ATR 72 című angol Wikipédia-szócikk ezen változatának fordításán alapul.  Az eredeti cikk szerkesztőit annak laptörténete sorolja fel. Ez a jelzés csupán a megfogalmazás eredetét és a szerzői jogokat jelzi, nem szolgál a cikkben szereplő információk forrásmegjelöléseként.